# Peder Skau

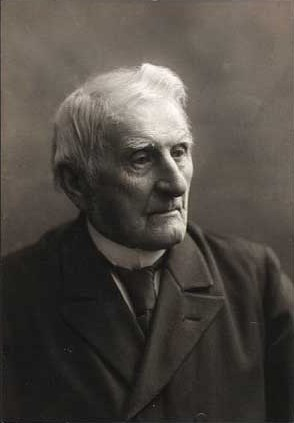
Peder Skau.

Peder Skau, född den 5 juni 1825 i byn Sommersted vid Haderslev, död den 7 mars 1917 på Bukshave, var en slesvigsk patriot och politiker. Han var bror till Laurids Skau.
Skau var 1844 en av de första lärjungarna i Røddings folkhögskola i Rødding och blev 1856 ägare av den nära Kristiansfeld belägna gården Bukshave, som han innehade till 1902. Han deltog tidigt i sin hemorts offentliga liv, var 1865-1866 en av huvudmännen för slesvigarnas nationella demonstrationer och har sedan varit en av deras ledande män. Skau fick 1867 säte och stämma i Haderslevs kretsdag och innehade 1868-1880 samma post i provinsiallantdagen för Schleswig-Holstein; vidare var han sedan 1881 en lång följd av år medlem av provinsernas gemensamma synod. Han miste någon tid sitt inflytande, emedan han förordade, att de två nordslesvigska lantdagsmännen skulle avlägga 
nödig ed och taga säte i preussiska lantdagen. När denna mening segrade, återvaldes Skau 1886 till provinslantdagen, men miste sin plats 1888 genom den nya valordning, som då infördes. Skau utgav 1909 Minder fra mit Liv og min Tid.